# علی آقامحمدی
علی آقامحمدی (زادهٔ ۱۳۳۰ در همدان) سیاستمدار ایرانی است که هم‌اکنون به‌عنوان عضو حقیقی مجمع تشخیص مصلحت نظام از سال ۱۳۸۵ فعالیت می‌کند. او همچنین از سال ۱۴۰۰ قائم‌مقام وزیر کشور، احمد وحیدی در ستاد توانمندسازی محلات کم‌برخوردار است.

## سوابق اجرایی

### مسئولیت در بیت رهبری
علی آقامحمدی از چهره‌های پرنفوذ در دفتر رهبر جمهوری اسلامی ایران شناخته می‌شود اما مسئولیت و مقام او شفاف نیست. در برخی از رسانه‌ها از جمله سایت رسمی مجمع تشخیص مصلحت نظام از او به عنوان رئیس گروه اقتصادی دفتر رهبر جمهوری اسلامی ایران یاد شده‌است.

### دعوت برای پاسخگویی در دانشگاه
جنبش عدالت‌خواه دانشجویی در بهمن ۱۴۰۰ در نامه‌ای از علی آقامحمدی دعوت کرد تا در جمع دانشجویان پاسخگوی عملکرد خود باشد. در این نامه بر نقش آفرینی پررنگ و ابهامات در حذف ارز ۴۲۰۰ تومانی، بورس، خصوصی‌سازی، قرارداد ۲۵ ساله با چین، IPC و انتصابات مدیران اشاره شده بود.

## دعوت به سرمایه‌گذاری در بورس
علی آقامحمدی در اردیبهشت ۱۳۹۹ با حضور در برنامه گفتگوی ویژه خبری شبکه دو با رد انتقادات از آینده سرمایه‌گذاری در بورس، تأکید کرد که «از ذکر مصیبت‌خوان‌ها در بورس باید کنار بروند زیرا ایام شادی مردم است» و «مردم به اظهارنظرهای منفی دربارهٔ آینده بورس توجه نکنند». این اظهارات در حالی بود که سه ماه بعد، آغاز سقوط بورس ایران از مرداد ۱۳۹۹ آغاز شد. در ۲۶ مرداد بورس تهران با ریزش ۸۹ هزار واحدی رکورد سقوط بازار را در ۵۳ سال گذشته را شکست. در دوم شهریور ماه نیز رکورد تاریخی خروج نقدینگی حقیقی از بازار شکسته شد در این روز ۳۰۰۰ هزار میلیارد تومان پول از بازار بورس خارج شد.